# Anchieta (Espírito Santo)
Anchieta – miasto i gmina w Brazylii, w stanie Espírito Santo. Znajduje się w mezoregionie Central Espírito-Santense i mikroregionie Guarapari.